# Grobsbach
Der Grobsbach ist ein knapp fünf Kilometer langer rechter Nebenfluss des Helmbachs und dessen zweitlängster Zufluss.

## Geographie

### Verlauf
Der Grobsbach entspringt innerhalb der zu Landau in der Pfalz gehörenden Exklave Landauer Stadtwald unweit des Wohnplatzes Landauer Forsthaus Taubensuhl. Bereits kurze Zeit später nimmt er von rechts den Dachsbach auf. Er fließt zunächst in nordöstliche Richtung und durchfließt ein tief eingeschnittenes Kerbtal. Östlich erstreckt sich der Erlenkopf. 
Nach rund zwei Dritteln seines Laufes verlässt der das Gebiet der Landauer Waldexklave und bildet entlang der Westflanke des  Birkenkopfes fortan für den Rest die Grenze zwischen einer zu Edesheim gehörenden Waldexklave und Elmstein. Letztere ist zugleich die Grenze zwischen den Landkreisen Bad Dürkheim und Südliche Weinstraße. Westlich erstrecken sich der Erdbirnkopf und der Geiskopf samt Hofruine. Dabei passiert er zunächst die Elmsteiner Annexe Stilles Tal, um schließlich auf Höhe der Hornesselwiese von rechts in den Helmbach zu münden; kurz vorher durchfließt er einen Stausee.

### Zuflüsse
- Dachsbach (rechts)

## Tourismus
Entlang des Grobsbachs verläuft ein Wanderweg, der mit einem gelben Punkt gekennzeichnet ist.